# Baredine (Buzet)
Baredine is een plaats in de gemeente Buzet in de Kroatische provincie Istrië. De plaats telt 34 inwoners (2001).